# Jojutla (kommun)
Jojutla är en kommun i Mexiko.   Den ligger i delstaten Morelos, i den sydöstra delen av landet, 90 km söder om huvudstaden Mexico City. Antalet invånare är 53 351.
Följande samhällen finns i Jojutla:
- Jojutla
- Tehuixtla
- Tlatenchi
- Pedro Amaro
- Higuerón
- Unidad Habitacional José María Morelos y Pavón
- Ampliación Nicolás Bravo
- Chisco
- Unidad Habitacional los Venados I y II
- Colonia Ampliación Santa María
- Vicente Aranda
- Los Pilares
- Colonia Buenos Aires
- Colonia Álamos
- Río Seco
- El Bonanza
- Campo San Pablo
- Hornos Cuates
- Colonia el Paraíso